# Chung Jong-soo
Dans ce nom coréen, le nom de famille, Chung, précède le nom personnel.
Chung Jong-soo (coréen : 정종수) (né le 27 mars 1961 en Corée du Sud) est un footballeur international sud-coréen, qui évoluait au poste de défenseur, avant de devenir entraîneur.

## Biographie

### Carrière de joueur

#### Carrière en sélection
Avec l'équipe de Corée du Sud, il joue 34 matchs (pour 2 buts inscrits) entre 1982 et 1992. 
Il figure notamment dans le groupe des sélectionnés lors des coupes du monde de 1986 et de 1990. Il dispute un match lors du mondial 1986 et deux lors de l'édition 1990.